# عبد الملك الشيباني
عبد الملك الشيباني (1952 – 2013 م) كاتب ومؤرخ يمني، توفي في 18 ديسمبر 2013.

## تعليمه
التحق بالتعليم النظامي، ثم بالتعليم الجامعي، حتى نال شهادة البكالوريوس من قسم التاريخ في كلية التربية بجامعة صنعاء سنة 1397 هـ/ 1977م.
عمل مدرّسًا فمديرًا فموجّهًا في كثير من المدارس، ثمّ عيّن رئيسًا للجنة التاريخ والتربية الاجتماعية والسيرة في معاهد ومدارس مدينة صنعاء، ثم عضوًا في لجنة (المعادلة) بالمعاهد العلمية، ثم عمل رئيسًا لتحرير صحيفة (الإصلاح) التي كانت تصدر في مدينة تعز، وهو الأمين المساعد لفرع حزب (التجمع اليمني للإصلاح) في مدينة تعز، عضو مجلس الشوري في الحزب، أمين عام لرابطة (طيف) الأدبية في مدينة تعز.

## مؤلفاته
من مؤلفاته:
1. شهيد القرآن. سيرة حياة (عبده محمد المخلافي).
2. العلم والعلماء
3. فن الرحلات.
4. مسيرة الإصلاح.
5. الظهور الإسلامي.
6. اليمن ومكانتها في القرآن والسنة.
7. رجال الطبراني في الميزان.
8. تخريج أحاديث اليمن وأهله.
9. قضايا ومناقشات تاريخية.
10. مأساة العائلة الكريمة. مسرحية.
11. العالم الإسلامي. مسرحية.